# 史誠祖
史誠祖（？年—？年），山西解州人，明朝汶上知縣、濟寧知州。

## 生平
洪武末年，史誠祖前往朝廷陳述鹽法的利弊，明太祖採納了他的意見並任命他為汶上知縣，史誠祖為政治平寬簡。
永樂七年（1409年），明成祖北巡，派遣御史考核各郡縣官吏的才能與品德，御史上奏認為史誠祖為第一，明成祖下詔書慰勞，賜御酒、一套織金紗衣、鈔千貫。
史誠祖受表揚後，勤於政，汶上縣土田增闢，戶口繁滋。永樂年間升任濟寧知州但仍負責治理汶上縣事務，明成祖經過汶上縣時，打算將數百家百姓遷至膠州，後因史誠祖的奏請而免。朝廷屢次打算調任史誠祖到其他地方任職，都被當地百姓上奏請求挽留。史誠祖在汶上縣二十九年，在任內去世。當地軍民都悲痛不已，將他葬於城南，每年祭祀。

## 延伸阅读
[在维基数据编辑]
 《明史卷二百八十一》，出自《明史》